# اندیس آنومالی قوزیجاق G
آنومالی قوزیجاق G یک اندیس چندفلزی است که در حوالی شهر تکاب استان کردستان قرار دارد و مادهٔ معدنی موجود در آن، طلا است.سنگ میزبان این اندیس دولومیت، مرمر، میکاشیست، آمفیبولیت است و دیرینگی آن به دوران پرکامبرین می‌رسد. در این اندیس، پاراژنز‌های طلا، سینابر، شئلیت، باریت، منیتیت یافت می‌شوند.